# Baiju

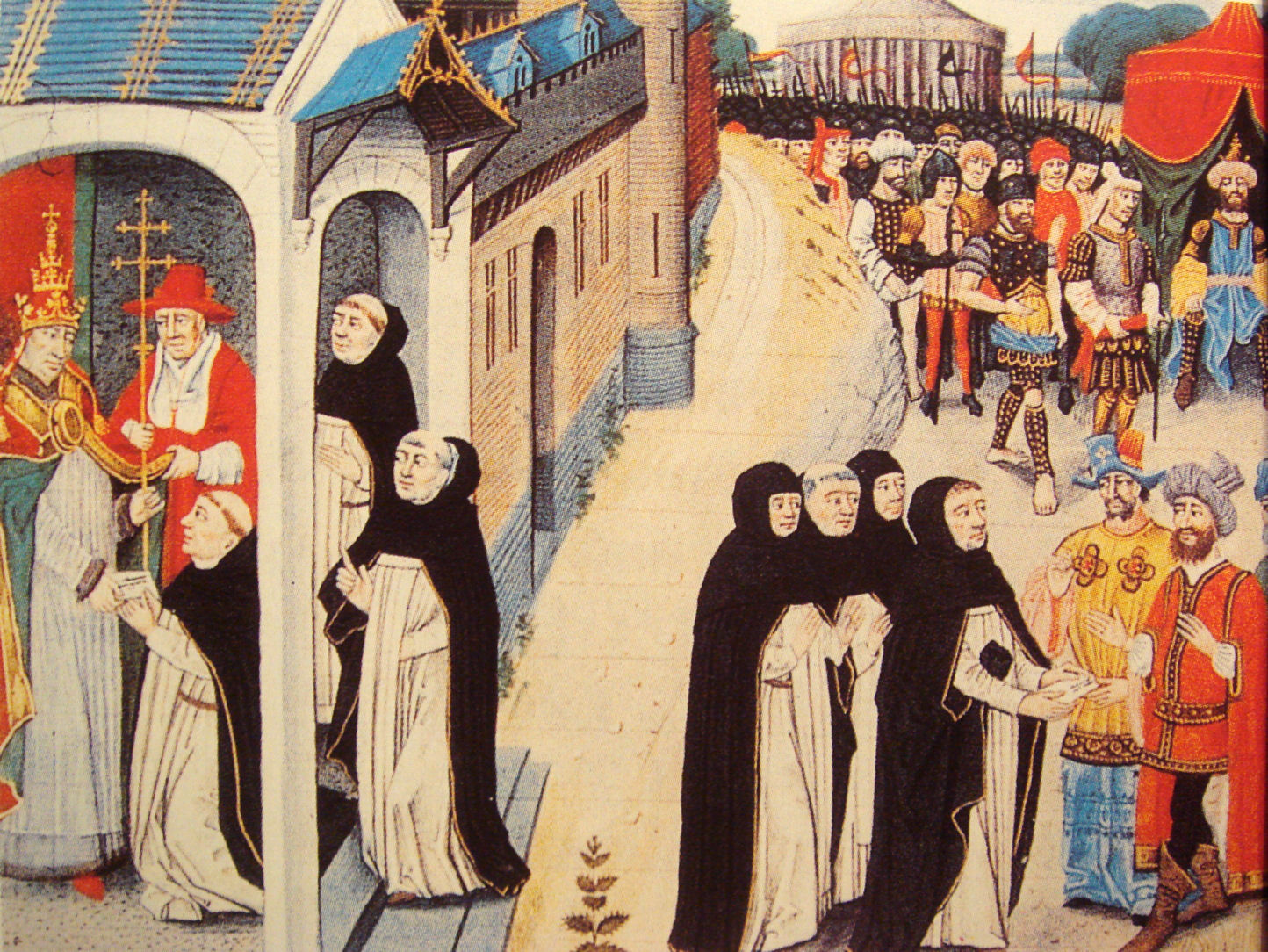
Ascelino de Lombardía recibiendo una carta del papa Inocencio IV –izquierda–, y entregándola al general Baiju –derecha–.

Baiju, también conocido como Bayju Noyon o Baichu (fl. 1230-1260), fue un comandante mongol de Persia que fue nombrado por el kan Ogodei para suceder a Chormaqan y expandir el poder de los mongoles sobre el territorio que le fue asignado.
Baiju tomó el mando en 1241 o 1242, y de inmediato se movilizó contra los selyúcidas del Sultanato de Rum, quebrando su poder en la batalla de Köse Dağ de 1243. Tras la batalla, el sultanato se convirtió en un Estado vasallo del Imperio mongol y fue obligado a liberar a David VII Narin. Baiju instaló a su protegido David Narin en el trono del reino de Georgia para oponerlo a la reina Rusudan. Sin embargo, los mongoles tenían pocas fuerzas en la zona, de modo que se contentaron con mantener a sus vasallos con incursiones de castigo. El comandante lanzó sus tumens sobre Siria en 1246, campaña en la que cosechó algunos pequeños éxitos, en contraposición a sus dos intentos de invadir el Califato abasí de Irak en 1238-1246.
Al finalizar la regencia que siguió a la muerte de Ogodei, Guyuk Kan reemplazó a Baiju por Eljigidei en 1246, pero éste y toda su familia fueron expulsados tras la subida al trono de Möngke en 1251 o 1252. Bajo Baiju de nuevo, en las décadas de 1240 y 1250, los mongoles mantuvieron su situación de potencia en lo que más o menos es el actual Irán, tolerando la independencia de Rum, Georgia y los pequeños estados persas a cambio de una relación clientelar, interfiriendo en su sucesión dinástica y recaudando tributos militarmente cuando era necesario. Sin embargo, los abasíes de Bagdad y los asesinos de los montes Elburz mantuvieron su independencia hasta la llegada de Hulagu, hermano de Möngke, en 1255.
Supuestamente, Hulagu reprochó a Baiju no haber expandido la influencia mongola aún más, y de hecho le sustituyó como comandante supremo ya en 1255, a pesar de lo cual le sirvió hábilmente en las nuevas campañas: de nuevo contra el Sultanato de Rum –para recaudar impuestos y reemplazar al sultán– en 1256, en el asalto de Bagdad de 1258 y en el avance hacia Egipto y Siria en 1259.
No está claro qué pasó con Baiju después de aquello: cuando la fuerza mongola se debilitó en gran medida con la marcha de Hulagu en 1260, las tropas que quedaron eran comandadas por Kitbuqa. Según Rashid-al-Din Hamadani, Baiju fue ejecutado por Hulagu a causa de la derrota a manos de los mamelucos en la batalla de Ain Yalut, y su cargo ofrecido a Shiramun, hijo de Chormaqan.